# In Search of…
In Search of… ist eine US-amerikanische Fernsehserie, die von 1977 bis 1982 in 144 Episoden in sechs Staffeln ausgestrahlt wurde. Sie wurde von Leonard Nimoy moderiert und behandelte in der Form von Infotainment mysteriöse Ereignisse und Themen wie Das Ungeheuer von Loch Ness, Bigfoot oder UFO-Sichtungen. Ursprünglich war Rod Serling als Moderator vorgesehen, der jedoch vor Produktionsbeginn verstarb. Produktionshintergrund war der kommerzielle Erfolg von Erich von Dänikens Thesen zur Prä-Astronautik. Seit 2012 liegt eine vollständige DVD-Edition vor.
Seit dem 20. Juli 2018 wird auf dem Kabelsender History eine Neuauflage des Formats ausgestrahlt. Die Sendung wird diesmal von Zachary Quinto moderiert. Der deutsche Titel lautet: Einfach rätselhaft – mit Zachary Quinto. Quinto wird dabei in der deutschen Fassung von seinem Stammsprecher Timmo Niesner gesprochen.

## Handlung
In jeder Episode wird ein reales mysteriöses oder paranormales Ereignis vorgestellt oder kontroverse historische Fälle wie der Lincoln-Mord, der Untergang der Titanic, das Geisterschiff Mary Celeste, der Serienmörder Jack the Ripper oder der Jim Jones-Kult.
Die einzelnen Episoden bestehen aus Montagen von Interviews, Dokumentarfilmaufnahmen und nachinszenierten Szenen historischer Ereignisse. Für eine Episode über Vincent van Gogh verfasste Nimoy das Drehbuch. Aus der Serie gingen sechs Bücher hervor, die vom Produzenten Alan Landsburg verfasst wurden und Vorwörter von Nimoy enthalten:
- In Search of Lost Civilizations
- In Search of Extraterrestrials
- In Search of Magic and Witchcraft
- In Search of Strange Phenomina
- In Search of Missing Persons
- In Search of Myths and Monsters